# Qodshanes

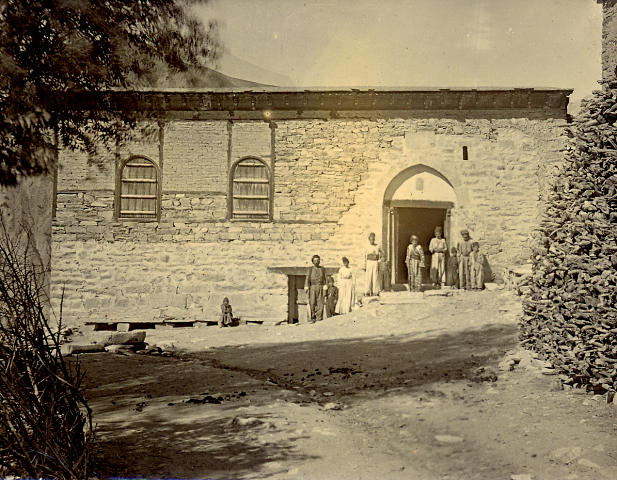
La residencia de los patriarcas cristianos nestorianos asirios en el año 1904.

Mapa del genocidio que sufrieron los cristianos asirios o, más correctamente, neoasirios entre 1900 y 1922 (notar la ubicación de la entonces ciudad monástica cristiana de Qodshanes o Qodshanis) con el clímax del genocidio en el año 1915 por parte de los turcos y sus aliados islámicos.
• Los centros (ciudades y poblados importantes) de los asirios cristianos previos al genocidio de 1915.
•Los principales centros de la diáspora de asirios cristianos después del genocidio provocado por los turcos.
•Principales ciudades donde fueron masacrados cristianos asirios (difisitas), al norte sufrieron casi al mismo tiempo genocidio los cristianos armenios (monofisitas) y los cristianos grecopónticos (ortodoxos griegos), georgianos (ortodoxos) con aproximadamente 3 millones de personas civiles, de todo sexo y edad, exterminadas hacia 1915/20.
Zonas densamente pobladas por los cristianos asirios hacia 1920., en color verde los antiguos territorios (hasta 1917) del Imperio turco.

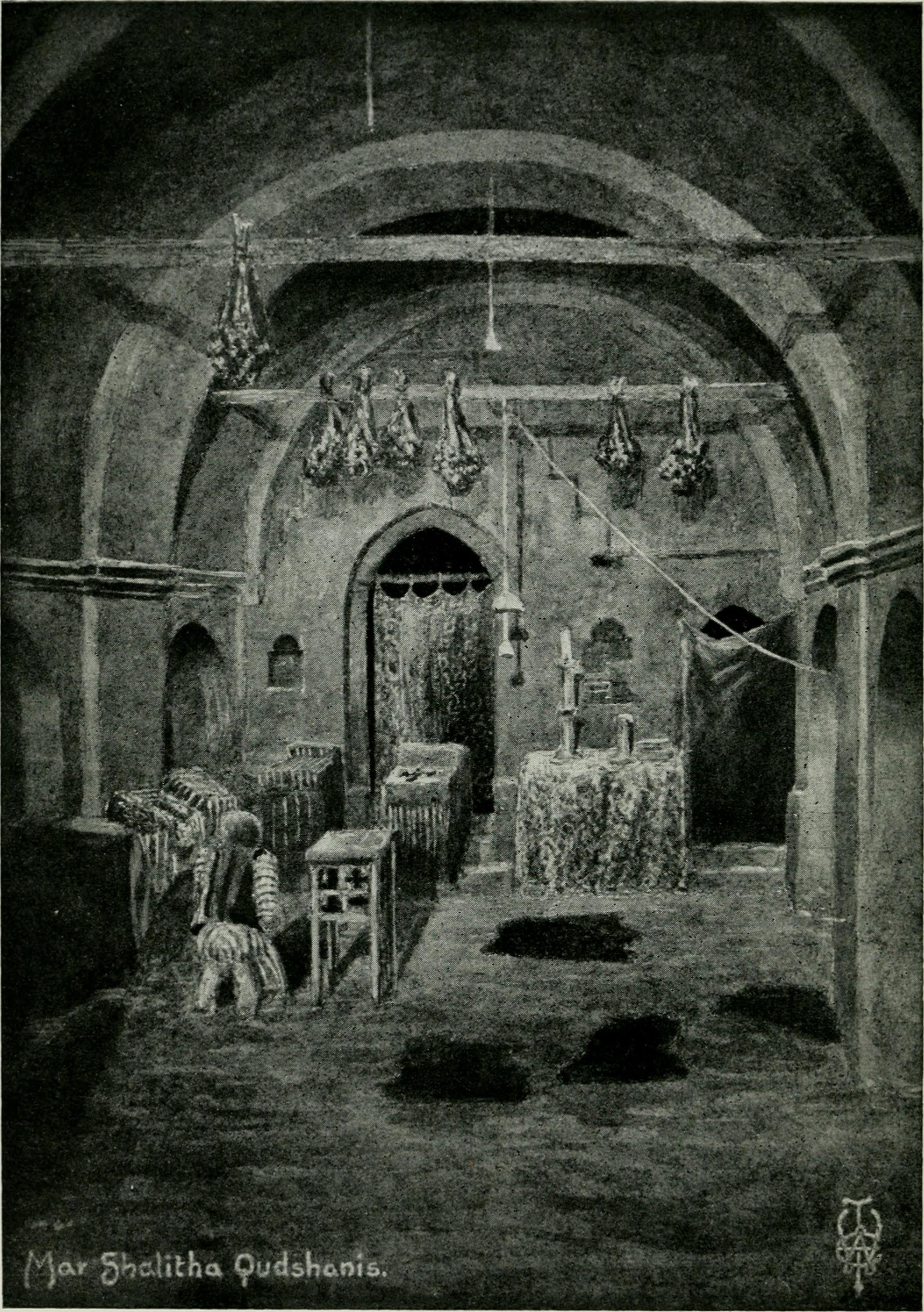
Un sector del interior de la Iglesia Patriarcal de Mar Shalita retratado a fines del, en la actualidad tal templo se mantiene bastante intacto aunque su interior ha sido saqueado por los turcos.

Qodshanes, Kodshanes, Qodshanis, Qudhanis o Qotchanès,  Qodchanis ([pronunciación?]; en siríaco: ܩܘܕܫܐܢܣ (que se traduce como: Lugar Santo) Qudshānes ( también se ha transcripto la ortografía como Qudshanes, Kotchanes, Qochanis o inclusive Kocanis, denominada en curdo Qoçanis y  en turco desde los años 1960 como "Konak" o "Konac") fue una pequeña ciudad monástica cristiana difisita que hasta el año 1915 fue la sede  episcopal de los patriarcas (llamados entonces Shimun) de la Iglesia asiria oriental

## Ubicación  e historia
Según las tradiciones, hacia el siglo XIV, cuando se produjeron las invasiones genocidas y depredatorias de Timur Lenk, más conocido en el «Occidente» como Tamerlán, el patriarca de la Iglesia del Este con parte de sus seguidores se refugió en los aislados y entonces poco accesibles y escasamente atractivos valles de las montañas de los Hakkari, por esto se le llamó «El Patriarcado de las Montañas».
Qodshanes se encuentra ubicada, actualmente casi totalmente en ruinas, en el sureste del macizo montañoso de los montes  Hakkiari (unos 20 km al norte de la ciudad hoy llamada  Hakkari), y en el sudeste de los territorios que quedaron bajo el estado turco tras 1922, cerca del río Gran Zab a unos 1900 m s. n. m.. Desde 1915 ha sido casi totalmente demolida y despoblada por los turcos quedando unas pocas ruinas, habiendo podido algunos pocos edificios ser reconstruidos por los fieles cristianos neoasirios.
Qodshanes fue la sede del patriarcado de la Iglesia apostólica asiria oriental regida por la dinastía de patriarcas o katholikos o Mar llamados Shimun (Simón) desde el siglo XVII hasta 1915, el año 1915 fue el del clímax del genocidio que sufrió el pueblo neoasirio a manos de los turcos y sus aliados, lo que constriñó a que muchos de los cristianos fieles se refugiaran en territorios vecinos hoy correspondientes a las zonas vecinas de Irak e Irán, de este modo el último Shimun o Mar que tuvo su sede patriarcal en esta ciudad fue el nacido en la misma: Mar Shimun XXI Benyamin quien fue asesinado en marzo de 1918, luego fue ordenado patriarca su hermano Mar Shimun XXII Polos quien debió abandonar con gran parte del pueblo asirio las tierras ancestrales ante los ataques musulmanes para refugiarse en el norte del nuevo país llamado Irak que en 1918 estaba bajo control del Reino Unido .
La iglesia Mar Shalita cercana a Qudshanis sirvió como centro del pontificado de los catholicoi o katholikós o en siríaco mar que se transformó en la dinastía de patriarcas de los Shimun cristianos difisitas neoasirios hasta tiempos de Shimun XX. (muerto en 1903).
A fines del siglo XIX la colección de libros del Patriarcado difisita fue considerada "decepcionante" por los viajeros europeos occidentales, ya que estaba constituida por solo sesenta volúmenes; sin embargo, en esa biblioteca sacra se encontró una obra de extraordinaria importancia: la única copia superviviente del llamado en latín como  Liber Heraclidis de Nestorio (una copia del siglo XII). El Manuscrito (O) al parecer fue destruido o se perdió en 1899 al ser trasladado a Urmia por el estadounidense John H. Shedd (muerto en 1895) sin embargo el sacerdote local Osha na Sarau (muerto alrededor de 1915) realizó en Qudshanis la copia del mismo llamada Manuscrito (U). Tal copia a fines del siglo XIX e inicios del siglo XX sirvió para ser traducida o replicada en Europa Occidental tal como ocurre con el manuscrito replicado por  Heinrich Goussen que hoy se encuentra en Estrasburgo (. MS 4119). Una segunda copia del manuscrito O adquirida por Paul Bedjan también se encuentra perdida.
El monasterio también poseía una copia de "Una historia de Mar Yahballaha III y otra de Rabán Bar Sauma, así como un manuscrito de ritos funerarios (ritos funerarios, VJ 1765) debido al  Catholicos-Patriarca Shimun XV (1740-1780), que actualmente se encuentra en la ciudad rusa de San Petersburgo.
El poblado se encuentra aún en ruinas tras las persecuciones y destrucciones ocasionadas por los turcos. Solo queda relativamente completa la iglesia patriarcal edificada en el año 1689 y dedicada al Mar (patriarca) Shalita o Mar Shallita.
El monasterio de Mar Shallita mantiene parte de su estructura en una cueva algo apartada de la ciudad de Qodshanes y ubicado en el valle de Diz en el centro de la provincia de Hakkari, a tal monasterio también se le conoce con el nombre siríaco de Dêra Spî o en turco con el nombre Beyaz Kilisesi (es decir: «la Iglesia Blanca»).
El monasterio principal, el ya citado Mar Shalita, en su sede de Qodshanes, es un edificio relativamente modesto en gran medida arruinado por los ataques turcos, con puertas y ventanas pequeñas y de planta rectangular edificado con sillería de piedra cortada en "ladrillos" rectangulares estando su tejado en gran medida soportado por arcos de medio punto, a sus costados este edificio posee prácticamente incluidas al edificio principal un par de ermitas: una que se ubica al norte y otra que se ubica al sur; a diferencia de otras iglesias ha carecido de imágenes (al parecer incluso de iconos), a unos kilómetros se ubica casi escondido con aspecto de pequeña fortaleza el anexo de este monasterio.
El pueblo se encuentra en una zona relativamente aislada, y efectivamente durante muchos años tal zona estuvo aislada del mundo exterior hasta 1829, cuando un viajero alemán la encontró. Después de eso, más visitantes procedentes de Occidente comenzaron a llegar como misioneros. Uno de estos misioneros fue el inglés William Ainger Wigram, describiendo lo que vio en su libro: «La cuna de la humanidad» editado en 1922 aunque basado en el tiempo anterior a 1915, en tal libro Wigran explica que:

"El pueblo de Qudshanis, que es la residencia de la [iglesia] nestoriana o del patriarca cristiano asirio, Mar Shimun, y la sede de su Iglesia , tiene una situación maravillosa. Se encuentra en una zona montañosa cuyas pendientes están cubiertas de pastizales [o pasturas], entre dos torrentes que fluyen desde los imponentes campos de nieve en el oeste de la misma; y que descienden gradualmente entre profundas gargantas que encierran a la meseta en forma de lengua en la que se encuentra el pueblo, [tales torrentes] se reúnen debajo de la punta de tal lengua [de tierra] en la base de una cuña elevada de roca; y de ahí las corrientes de afluentes fluyen, junto con otras corrientes, en su camino hasta que caen [o confluyen] en el río Zab unas dos horas más abajo del pueblo. La tradición nestoriana se refiere al río Zab como el Pisón [o Pisón / Uizhun], uno de los cuatro ríos del Paraíso; y por eso el Patriarca Shimun ocasionalmente fecha sus cartas oficiales y las de mi claustro [como ubicadas en] en el Río del Jardín del Edén". / Texto original en inglés: The village of Qudshanis, which is the residence of the Nestorian or Assyrian Patriarch, Mar Shimun,“ and the headquarters of his Church, has a marvellous situation. It lies on a sloping alp of rugged pasture, between two mountain torrents which spring from the towering snow-fields to the west of it; and which descend in gradually deepening gorges, enclosing the tongue-shaped plateau on which the village stands. They meet beneath the point of the tongue at the base of a lofty wedge of rock; and thence the united stream flows on, joined by others on its way, till it falls into the Zab some two hours below the village. Nestorian tradition regards the Zab as the Pison [or Pishon/Uizhun], one of the four rivers of Paradise; and the Patriarch will occasionally date his official letters from my cell on the River of the Garden of Eden.